# محمد أباد (تشلاو)
محمد أباد (بالفارسية: محمدآباد) هي قرية تقع في إيران في مازندران. يقدر عدد سكانها بـ 914 نسمة .